# Titus Antonius Merenda
Pour les articles homonymes, voir Antonius.
Titus Antonius Merenda est un homme politique de la République romaine, membre du second collège décemviral entre 450 et 449 av. J.-C.

## Famille
Il fait partie de la gens Antonia. Il est possible qu'il soit plébéien, le nomen Antonius étant plus fréquent parmi les plébéiens que les patriciens à cette époque. Il est le père de Quintus Antonius Merenda, tribun consulaire en 422 av. J.-C.

## Biographie
Titus Antonius Merenda est un des dix membres du second collège décemviral, présidé par Appius Claudius Sabinus et élu pour achever la rédaction de la Loi des Douze Tables, premier corps de loi rédigé du droit romain. Ce second collège semble être constitué à parts égales de plébéiens, dont Merenda, et de patriciens. A l'instigation de Sabinus, les décemvirs se maintiennent au pouvoir illégalement l'année suivante, refusant de procéder à l'élection de consuls,.
Cette année-là, une guerre éclate avec les Sabins installés dans Eretum et les Èques qui campent sur le mont Algide. Les troupes romaines sont divisées en deux armées afin de combattre sur les deux fronts. Merenda reçoit le commandement de l'armée qui affronte les Èques, avec trois autres décemvirs, Lucius Minucius, Marcus Cornelius et Lucius Sergius. Pendant ce temps, Appius Claudius Sabinus et Spurius Oppius Cornicen restent à Rome pour assurer la défense de la ville, et les quatre autres décemvirs partent combattre les Sabins,,.
Les deux armées romaines sont tenues en échec sur chaque front. L'armée commandée par Merenda se replie sur Tusculum puis se soulève à l'appel de Lucius Verginius dont la fille a été réduite en esclavage par Sabinus lors d'un procès jugé scandaleux. Devant cette infamie, Lucius Verginius a été contraint de tuer sa propre fille. Son récit provoque la mutinerie des soldats qui élisent dix tribuns militaires. Sous leur commandement, ils retournent vers Rome et s'installent sur l'Aventin puis font jonction avec l'autre armée sur le mont Sacré. Sous la pression des soldats et des plébéiens, les décemvirs démissionnent. Appius Claudius Sabinus et Spurius Oppius Cornicen, restés à Rome, sont emprisonnés mais se suicident avant leur procès. Les huit autres décemvirs, dont Titus Antonius Merenda, partent en exil,,.

### Auteurs antiques
- Tite-Live, Histoire romaine [détail des éditions] [lire en ligne]
- Denys d'Halicarnasse, Antiquités romaines [détail des éditions] [lire en ligne]

### Auteurs modernes
- (en) T. Robert S. Broughton, The Magistrates of the Roman Republic : Volume I, 509 B.C. - 100 B.C., New York, The American Philological Association, coll. « Philological Monographs, number XV, volume I », 1951, 578 p.
- (fr) Janine Cels-Saint-Hilaire, La République des tribus : Du droit de vote et de ses enjeux aux débuts de la République romaine (495-300 av. J.-C.), Toulouse, Presses universitaires du Mirail, coll. « Tempus », 1995, 381 p. (ISBN 2-85816-262-X, lire en ligne)